# Deliria
Deliria – włoski film fabularny z 1987 roku w reżyserii Michele'a Soaviego. Znany także jako StageFright.